# Maritza Olivares
Nidia Maritza Olivares Puente (Ciudad Victoria, Tamaulipas, 1 de enero de 1956) es una actriz mexicana.

## Biografía y carrera
Inicio con su carrera en su natal Tamaulipas luego se trasladó a Londres donde continuo con sus estudios de actuación, canto y baile, posteriormente se trasladó a la Ciudad de México para debutar en algunas de las películas más controversiales de su época en la década de 1970. Los perturbados (1972), con Enrique Álvarez Félix, luego se consagró como una de las grandes en Mecánica nacional (1972), con Sara García y en Perro callejero (1980), con Valentín Trujillo. Fue nominada al Premio Ariel como mejor actriz por su interpretación en la película Los meses y los días. Apareció en la película de horror El Retorno de Walpurgis. Es también conocida en el papel de Cayetana en la película Entre el amor y el odio.
Maritza Olivares es madre de la actriz Valentina Sumavsky.
Mantuvo su actividad en el cine hasta la década de 1990, luego se dedicó a la televisión.

## Filmografía
| Año       | Título                                       | Papel             |
| --------- | -------------------------------------------- | ----------------- |
| 2024      | Vivir de amor                                | Macaria           |
| 2015      | Como dice el dicho                           | Nuria             |
| 2014      | La malquerida                                | Olga              |
| 2004      | Corazones al límite                          | Amalia Valladares |
| 2002-2006 | Mujer, casos de la vida real                 | Varios            |
| 2002      | Entre el amor y el odio                      | Cayetana          |
| 1999      | Alma rebelde                                 | Madre de Almudena |
| 1994      | Máxima violencia                             |                   |
| 1992      | De frente al sol                             | Elena Santana     |
| 1991      | Muchachitas                                  | Ximena            |
| 1991      | Mente criminal                               |                   |
| 1990      | Cartel de la droga                           |                   |
| 1987      | Pobre señorita Limantour                     |                   |
| 1986      | Pobre juventud                               | Lupita            |
| 1985      | El angel caído                               | Remedios Nava     |
| 1984      | Braceras y mojadas                           |                   |
| 1983      | Amalia Batista                               | Jazmín            |
| 1981      | El hogar que yo robé                         | Florita           |
| 1981      | La cabra                                     | Prostituta        |
| 1981      | Las braceras                                 | Rosario Rodríguez |
| 1980      | Policía de frontera                          | Whore             |
| 1980      | Perro callejero (Filmada en 1978)            | Minerva           |
| 1979      | Lágrimas negras                              |                   |
| 1979      | Discotec fin de semana                       | Chata             |
| 1979      | Tres mujeres en la hoguera                   | Susi              |
| 1979      | Discoteca es amor                            | Angélica          |
| 1978      | Mil millas al amor                           | Nancy             |
| 1978      | Carroña                                      | Paloma            |
| 1976      | La vida cambia                               | Marta             |
| 1975      | La venida del rey Olmos                      | Martina           |
| 1975      | El caballo del diablo                        | Lupita            |
| 1974      | Las adorables mujercitas                     | Didi              |
| 1974      | Fe, esperanza y caridad (Filmada en 1972)    | Espectadora       |
| 1973      | Adiós amor (película)                        |                   |
| 1973      | El espectro del terror                       | Elena             |
| 1973      | El retorno de Walpurgis (Curse of the devil) | María Milowa      |
| 1973      | Los meses y los días (filmada en 1970)       | Cecilia           |
| 1972      | Mecánica nacional (filmada en 1971)          | Paulina           |
| 1972      | Los perturbados (filmada en 1970)            |                   |

## Premios y nominaciones

### Premio Ariel
| Año  | Categoría    | Película             | Resultado |
| ---- | ------------ | -------------------- | --------- |
| 1973 | Mejor actriz | Los meses y los días | Nominada  |

### Premios El Heraldo de México
| Año  | Categoría    | Película             | Resultado |
| ---- | ------------ | -------------------- | --------- |
| 1973 | Mejor actriz | Los meses y los días | Ganadora  |